# 영국의 제1차 세계 대전 당시의 사단
다음은 영국 육군의 제1차 세계 대전 당시의 사단 목록이다.
사단은 정규군 (전문), 국토군 (파트타임) 혹은 신육군 (전시)으로 분류되는데, 군토기병은 요먼대에서 비롯되었다.
- 녹색, 정규군
- 파랑, 국토군
- 노랑, 요먼대
- 빨강, 신육군(New Army)
- 회색, 그 외

## 보병
- 근위사단
- 제1사단
- 제2사단
- 제3사단
- 제4사단
- 제5사단
- 제6사단
- 제7사단
- 제8사단
- 제9(스코시티) 사단
- 제10(아이리시) 사단
- 제11(노턴) 사단
- 제12(이스턴) 사단
- 제13(웨스턴) 사단
- 제14(경) 사단
- 제15(스코시티) 사단
- 제16(아이리시) 사단
- 제17(노턴) 사단
- 제18(이스턴) 사단
- 제19(웨스턴) 사단
- 제20(경) 사단
- 제21사단
- 제22사단
- 제23사단
- 제24사단
- 제25사단
- 제26사단
- 제27사단
- 제28사단
- 제29사단
- 제30사단
- 제31사단
- 제32사단
- 제33사단
- 제34사단
- 제35사단
- 제36(우스터) 사단
- 제37사단
- 제38(웰시) 사단
- 제39사단
- 제40사단
- 제41사단
- 제42(이스트랭커셔) 사단
- 제43(웨식스) 사단
- 제44(홈카운티스) 사단
- 제45(제2웨식스) 사단
- 제46(노스미들랜드) 사단
- 제47(제1/2런던) 사단
- 제48(사우스미들랜드) 사단
- 제49(웨스트라이딩) 사단
- 제50(노섬브리안) 사단
- 제51(하이랜드) 사단
- 제52(로우랜드) 사단
- 제53(웰시) 사단
- 제54(이스트앵글리아) 사단
- 제55(웨스트랭커셔) 사단
- 제56(제1/1런던) 사단
- 제57(제2웨스트랭커셔) 사단
- 제58(제2/1런던) 사단
- 제59(제2노스 미드랜드) 사단
- 제60(제2/2런던) 사단
- 제61(제2사우스미드랜드) 사단
- 제62(제2웨스트라이딩) 사단
- 제63(제2노스브리안) 사단
- 제63(왕립해군) 사단
- 제64(제2하이랜드) 사단
- 제65(제2로우랜드) 사단
- 제66(2이스트랭커셔) 사단
- 제67(제2홈카운티스) 사단
- 제68(제2웰시) 사단
- 제69(제2이스트앵글리아) 사단
- 제71사단
- 제72사단
- 제73사단
- 제74(요먼) 사단
- 제75사단

## 기병
- 제1기병사단
- 제2기병사단
- 제3기병사단
- 제1기마사단, 1916년 7월, 제1자전거사단으로 개명하고, 1916년 11월, 해체됨.
- 제2기마사단, 1916년 1월에 해체됨.
- 제2/2기마사단, 1916년 3월 제3기마사단, 1916년 7월 제1기마사단, 1917년 9월 자전거사단으로 개명함.
- 제4기마사단, 제1916년 7월, 제2자전거사단으로 개명하고 1916년 11월에 해체됨.
- 요먼기마사단, 1918년 4월에 제1기마사단, 제1918년 7월에 4기병사단으로 개명함.

## 같이 보기
- 영국의 제1차 세계 대전 당시의 여단
- 영국령 인도의 제1차 세계 대전 당시의 사단